# Zamkowy Potok
Zamkowy Potok – potok górski w Polsce w woj.dolnośląskim w Sudetach Środkowych, w Górach Sowich i na Przedgórzu Sudeckim.
Górski potok, o długości około 3,7 km, prawy dopływ Jadkowej, należący do dorzecza Odry, zlewiska Morza Bałtyckiego.
Potok w części źródliskowej składa się z dwóch drobnych cieków wydzielających szczyt Zległe, których źródła położone są na terenie Obszarze Chronionego Krajobrazu Gór Sowich i Bardzkich. Północny wypływa na wysokości ok. 690 m n.p.m. po wschodniej stronie Przełęczy Woliborskiej a południowy (główny) pomiędzy wzniesieniami Zległe a Szeroka na wysokości ok. 795 m n.p.m. Potoki spływają zalesionymi, stromymi, wciętymi w zbocza dolinami w kierunku północno-wschodnim. Niżej na poziomie 550 m n.p.m. na wysokości wzniesienia Czeszka potoki łączą się w jeden potok, który spływa głęboką i stromą doliną konsekwentną, wciętą w prekambryjskie paragnejsy i migmatyty. Dolina oddziela od północnego wschodu jedno z ramion odchodzących od Szerokiej, na którym od północy wyrasta wzniesienie Czeszka, a od południa Zamkowa. Na linii sudeckiego uskoku brzeżnego potok opuszcza Obszar Chronionego Krajobrazu Gór Sowich i Bardzkich oraz lasy świerkowo-bukowe regla dolnego porastające Góry Sowie i wpływa pomiędzy nieliczne zabudowań przysiółek wsi Ostroszowice Wiatraczyn, koło leśniczówki Młyn". Dalej łagodnie płynie przez pola na obszarze Przedgórza Sudeckiegow kierunku północno-wschodnim do ujścia, gdzie na granicy miejscowości Ostroszowice i Grodziszcze na wysokości ok. 380 m n.p.m. uchodzi do Jadkowej. Zasadniczy kierunek biegu potoku jest północno-wschodni. Jest to potok górski odwadniający północno-wschodni fragment zboczy Gór Sowich. Potok w górnym biegu dziki w środkowym i dolnym biegu częściowo uregulowany. Krystaliczne, słabo spękane i na ogół nieprzepuszczalne podłoże o znacznym nachyleniu zboczy.

## Dopływy
Dopływy potoku stanowią okresowe strumienie mające źródła na północno-wschodnich zboczach Gór Sowich.

## Inne
Nazwa potoku wiąże się z zameczkiem na Zamkowej. Dolną częścią doliny prowadzi leśna droga, a górną częścią doliny potoku północnego droga nr 384 z Dzierżoniowa przez Przełęcz Woliborską do Woliborza.

## Miejscowości położone nad potokiem
- Wiatraczyn, Grodziszcze, Ostroszowice.